# AHA Színpad
A Magyar Vöröskereszt Reintegrációs Központjában működik az AHA, azaz A HAjléktalan színpad.

## Történet
2001-ben egy karácsonyi műsort adtak elő a Magyar Vöröskereszt Madridi úti Hajléktalanszállójának dolgozói a lakóknak. Hiányzott egy szereplő, így az egyik lakót kérték fel, hogy segítse ki őket. Ekkor pattant ki az ötlet Füsti-Molnár Sándor („Fecske") fejéből, hogy létre lehetne hozni egy kizárólag hajléktalanokból álló színpadot.
2002 januárjában elkezdődtek a próbák, és a kezdeti nehézségek (darabválasztás, tagtoborzás) után 2002. május 24-én debütált a társaság a Madridi úti Hajléktalanszálló társalgójában Romhányi József: Szamárfül című kötetéből válogatott versekkel. Ezt az előadást számos színdarab, irodalmi mű követte és követi a mai napig is.

## Előadások
- Romhányi József: Szamárfül című kötetéből készült válogatás
- Charles Dickens: Karácsonyi ének /angol és magyar nyelven/
- Neil Simon: Furcsa pár
- Jókai Mór: Melyiket a kilenc közül /Pécsi Sebestyén Zenetagozatos Általános Iskola növendékeivel közös munka majd később/
- Oscar Wilde: Boldog herceg
- Donászy Magda: Télapó az erdőben /Pécsi Sebestyén Zenetagozatos Általános Iskola növendékeivel közös munka, majd a Menedékház  Alapítvány Családok Átmeneti Otthonában élő gyerekekkel közös munka /Gézengúz Színház/
- Tamási Áron: Rendes feltámadás
- Csukás István: Süsüke /Pécsi Sebestyén Zenetagozatos Általános Iskola növendékeivel közös munka, majd a Vasvári Ifjúsági Színjátszó Csoporttal közös munka/
- Johann Frinsel: A Koporsókészítő karácsonya
- Móra Ferenc: Dióbél királyfi /Pécsi Sebestyén Zenetagozatos Általános Iskola növendékeivel közös munka/
- Táltos mondakör mozgásszínház /Vasvári Ifjúsági Színjátszó Csoporttal közös munka/
- Kálnoki László és Tímár György: A király elhónyál
- Andrew Lloyd Webber: Macskák /Pécsi Sebestyén Zenetagozatos Általános Iskola növendékeivel közös munka/
- Presser Gábor: Padlás /Pécsi Sebestyén Zenetagozatos Általános Iskola növendékeivel közös munka/
- Füsti-Molnár Sándor: Aki kapja adja /Molnár Ferenc: Karácsony előtt című novellája alapján/
- Örkény István: Tanuljunk idegen nyelveket /angol és magyar nyelven/
- Bram Stoker: Bíró Háza
- Lovik Károly: Néma bűn
- John Steinbeck : Egerek és emberek
- James Joyce: Ellenfelek

valamint más szerkesztett verses összeállítások.

## Eredmények
2003. év Dickens: Karácsonyi Ének
Tatabánya 
Emléklap,
A legjobb színészi alakítás, 
Legjobb rendező
Sümeg
Oklevél,
Országos bronz Minősítés
2004. év Jókai Mór: Melyiket a kilenc közül
Tatabánya
Emléklap,
Különdíj az angyal alakításáért,
Különdíj az ördög alakításáért
Veszprém Neil Simon: Furcsa pár
„Arany Deszka” Emléklap,
Országos Bronzminősítés,
A legjobb férfialakítás III. helyezettje különdíj
Mosonmagyaróvár
Emléklap,
A legjobb női karakterszerep különdíja
2005. év:Tamási Áron: Rendes feltámadás
Vasvár Nemzetközi színjátszó találkozó
Emléklap,
Oklevél a legjobb színpadi együttes munkáért,
Oklevél a legjobb színpadi adaptációért,
Országos Ezüst Minősítés
Ajka
„Arany Deszka” Emléklap,
A legjobb rendezésért járó különdíj
Mosonmagyaróvár
Emléklap
2006. év Johann Frinsel: A koporsókészítő karácsonya
Veszprém
„Arany Deszka” Emléklap
Vasvár Színjátszó Fesztivál
Emléklap,
Különdíj színészi alakításért,
Különdíj dramatizálásért,
Országos ezüstminősítés
2007. év Örkény István: Tanuljunk idegen nyelveket
Ajka
„Arany Deszka” Emléklap,
Országos Bronzminősítés
Vasvár
Emléklap,
Országos ezüstminősítés
2008. év Dickens: Christmas carol, Bram Stoker: Bíró háza
Vasvár
Emléklap,
Különdíj színészi alakításért
2009. év Lovik Károly: Néma Bűn
Vasvár
Emléklap,
Országos Bronzminősítés
2010. év
Veszprém Lovik Károly Néma Bűn
Országos Bronzminősítés
Vasvár John Steinbeck: Egerek és emberek
Emléklap,
Közösségi Díj

## Mérföldkövek
- Közös munka: 2004 rendezett körülmények között élő gyermekekkel felvett kapcsolat, melynek célja a közös munka (Jókai Mór Melyiket a kilenc közül), és a társadalmi megítélés megváltoztatása.
- Pápai áldás: 2006 decemberében XVI. Benedek pápa őszentsége nyilvános audiencián magyar nyelvű áldását adta az AHA Színpadra.
- Nemzetközi kapcsolatok kialakítása: 2007 tavaszán tett látogatás Londonban a professzionális hajléktalan színháznál, a Cardboard Citizens-nél, valamint a Crisis Skylight Centres művészeti intézménynél. Kapcsolatfelvétel a cseh Ježek a čížek, a szlovák Divadla bez domova, a német Ratten 07, és a holland Joseph Wresinski cultuur stichting hajléktalan színházakkal.
- Nemzetközi produkció: Cseh hajléktalan színjátszókkal létrehozott közös produkció angol nyelven. Előadott mű: Örkény István: Tanuljunk idegen nyelveket
- EU projekt, EACEA: 2008 októberében Európában egyedülálló módon létrehozott nemzetközi projekt, melynek lényege különböző országok hajléktalan színjátszóinak közös produkciója
- Koppenhága Feansa: 2009 novemberében felvett kapcsolat a Feansa európai uniós szervezetével konferenciája, melynek témája: „a szolgáltatást igénybe vevő bevonása a gondozásba”. Nemzeti beszámoló elkészítése a témakörben.

## Külső hivatkozások
- www.hajlektalanszinhaz.eu
- vimeo.com
- www.hangtar.radio.hu[halott link]
- www.kispest.hu
- www.evangelikus.hu
- www.demokrata.hu [halott link]
- www.dailymotion.com